# Miguel Socias Caimari
Miguel Socias Caimari (La Puebla, c. 1841-Palma, 1904) fue un abogado, político y empresario español. 

## Biografía
De joven se habría afiliado a la Unión Liberal. También se le hace miembro del partido progresista antes de la revolución de septiembre de 1868. Fue un promotor fiscal del distrito de La Lonja en Palma de Mallorca y dirigió una ampliación de capital de la Compañía de los ferrocarriles de Mallorca para que llegara el tren a La Puebla en 1878. Ese mismo año, viajó a la Exposición Universal de París. Fue miembro de la junta revolucionaria durante los sucesos de 1868, vicepresidente de la Diputación provincial y gobernador civil de Filipinas. Fue elegido diputado al Congreso por el distrito electoral de Palma por el Partido Liberal en las elecciones generales de 1886.
Falleció el 5 de febrero de 1904 en Palma de Mallorca, en su domicilio de la calle Morey.